# Kościół Val-de-Grâce w Paryżu
Kościół Val-de-Grâce w Paryżu – barokowy kościół w V. okręgu paryskim, na lewym brzegu Sekwany, pierwotnie własność zakonu benedyktynek, część kompleksu kościelno-szpitalnego.

## Historia
Klasztor i szpital zostały ufundowane przez królową Annę Austriaczkę, która w czasie niechcianego i nieudanego małżeństwie z Ludwikiem XIII wielokrotnie szukała duchowej pociechy u benedyktynek. Przysięgła również, że po narodzinach upragnionego syna sfinansuje, w podzięce Bogu, także budowę kościoła. Słowa dotrzymała w siedemnaście lat później, po narodzinach przyszłego Ludwika XIV. Zakupiła wówczas grunt sąsiadujący z klasztorem, a po zakończeniu prac rozbiórkowych stojącego na nim budynku zamówiła projekt obiektu u François Mansarta. Jego plan nie został jednak całkowicie zrealizowane ze względu na zbyt wysokie koszty. Królowej nie przypadł również do gustu zbyt śmiały koncept fasady, przypominającej raczej francuskie budownictwo zamkowe niż klasyczny kościół. W toku prac powstającym kościołem zajmowało się czterech kolejnych architektów (po Mansarcie Jacques Lemercier, Pierre Le Muet i Gabriel Leduc), co sprawiło, iż powstały gmach jest w rzeczywistości projektem zbiorowym, i co miało poważny wpływ na przedłużenie się prac do 1667 r. Dodatkowe przerwy w budowie wywołała paryska Fronda w 1648 r.
W czasie Wielkiej Rewolucji Francuskiej kościół został ponownie zmodyfikowany - usunięto z jego fasady i wnętrza wszelkie symbole monarchii, jakie kazała umieścić fundatorka. Większych zniszczeń obiekt uniknął dlatego, że benedyktynki zgodziły się umieścić w swoich zabudowaniach szpital dla rannych żołnierzy francuskich i same przejęły nad nimi opiekę. Również za czasów napoleońskich kościół był własnością armii francuskiej.

## Architektura
Kościół wzniesiony jest na planie krzyża łacińskiego. Barokowa fasada obiektu jest dwupoziomowa. Na niższym poziomie znajduje się wejście do kościoła, do którego prowadzą schody oraz podwójny portyk kolumn korynckich podtrzymujących fronton. Na frontonie widnieje odwołujący się do okoliczności powstania obiektu napis IESU NASCENTI VIRGINIOQ(UE) MATRI. Po obydwu stronach wejścia zlokalizowano korynckie pilastry oraz nisze z rzeźbami. Górny poziom fasady również posiada oparty na korynckich pilastrach i zwieńczający całą konstrukcję fronton, w obrębie którego znajduje się bogato obramowane półkoliste okno. Pierwotny projekt Mansarta zawierał również wieżę ponad wejściem do obiektu, którą ostatecznie zastąpiła położona nad prezbiterium kopuła, wzorowana na rzymskiej bazylice św. Piotra. Kopułę otacza rząd religijnych rzeźb – Czystości, Skromności i Harmonii – na postumentach w formie korynckich kolumn. Autorem rzeźb jest Pierre Boyster.
Wnętrze kościoła podzielone jest na nawę oraz kaplice: prywatne oratorium królowej oraz kaplicę Św. Scholastyki. Malarską dekorację obiektu wykonał Philippe de Champaigne, jedynie plafon na kopule wykonał Pierre Mignard. Plafon ten przedstawia Trójcę Świętą, grupę aniołów i świętych. Kościół przykryty jest bogato malowanym sklepieniem beczkowym, wsparty na korynckich filarach oraz pilastrach. Również bogato rzeźbione ołtarze boczne są typowo barokowe, co czyni z obiektu jeden z najbardziej bogato dekorowanych kościołów we Francji.
Według starego przysłowia żeby polubić Francję, należy polubić ser camembert, Pont Neuf i właśnie kościół Val-de-Grâce